# Amyna tecta
Amyna tecta är en fjärilsart som beskrevs av Druce. Amyna tecta ingår i släktet Amyna och familjen nattflyn. Inga underarter finns listade i Catalogue of Life.